# 2000 au Québec
Cet article traite des événements survenus en 2000 au Québec. 

## Événements

### Janvier
- 3 janvier : la Caisse de dépôt et placement du Québec possède maintenant un actif de 100 milliards de dollars[1].
- 12 janvier : le feu détruit le centre-ville de Saint-Donat. Les dégâts sont évalués à 2 millions de dollars[2].
- 25 janvier : Pauline Marois annonce la construction d'un mégahôpital (le CHUM) au coût de 50 millions de dollars[3].
- 28 janvier : entente de principe entre Québec et le syndicat des infirmières[4].
- 31 janvier : entrée en ondes de 4 nouveaux canaux de télévision: Ztélé, Historia, Séries+ et Évasion[5].

### Février
- 2 février : annonce que le programme d'assurance médicaments a un déficit accumulé de 200 millions de dollars[6].
- 8 février : début des audiences de la commission parlementaire sur la loi 99, qui doit contrer la loi fédérale sur la clarté référendaire[7].
- 22 au 24 février : sommet de la Jeunesse à Québec où les jeunes bousculent courageusement l'ordre du jour mis en place par le gouvernement. Celui-ci annonce l'injection de 1 million de dollars dans l'éducation[8].
- 26 février : Mélanie Turgeon est la première Québécoise à remporter la Coupe du Monde en ski alpin à Innsbruck[9].
- 29 février : un incendie rase l'immeuble qui abritait l'ancienne patinoire des Canadiens de Montréal au début du siècle[10].

### Mars
- 1er mars : Bernard Landry refuse d'investir tout de suite les 341 millions de dollars donnés par le fédéral pour la santé en 1999. Il déclare que les problèmes dans les hôpitaux ne sont pas des problèmes d'argent mais de planification[11].
- 3 mars : Louise Harel rend public son projet de réforme municipale: 3 communautés urbaines (Montréal, Québec et Hull) seront transformées en communautés métropolitaines qui gèreront beaucoup plus de territoires et auront plus de pouvoirs[12].
- 5 mars : Post mortem est sacré meilleur film de l'année lors du Gala des prix Jutra. Gabriel Arcand et Karine Vanasse sont les meilleurs acteur et actrice[13].
- 14 mars : le discours du budget de Bernard Landry annonce une baisse d'impôt de 4.5 milliards de dollars en 3 ans. Il annonce également l'injection de 2.7 milliards de dollars dans la santé et de 1 milliard de dollars dans l'éducation en 3 ans[14].
- 15 mars : la loi sur la clarté référendaire est adoptée à Ottawa[15].
- 28 mars : annonce que les dépenses budgétaires seront de 39,460 milliards de dollars en 2000-2001[16].

### Avril
- 19 avril : le projet de loi 99 est déposé de nouveau à l'Assemblée nationale. La référence au jugement de 1998 de la Cour suprême, demandée par les libéraux, y a été ajoutée, mais le PLQ ne semble toujours pas disposé à donner son aval au projet[17].
- 25 avril : dépôt du livre blanc sur la réforme municipale[18].
- 27 avril : plusieurs maires quittent la salle lorsque Louise Harel commence son discours à l'occasion du congrès de l'UMQ. Ils veulent ainsi protester contre les fusions municipales forcées[19].

### Mai
- 8 mai : suicide d'André « Dédé » Fortin, chanteur-compositeur des «Colocs»[20].
- 11 mai : dépôt de la loi sur les fusions municipales[21].
- 21 mai : le film Stardom de Denys Arcand est visionné en clôture du Festival de Cannes, une première pour un film québécois[22].
- 31 mai : l'ancien joueur de hockey vedette Maurice Richard a droit à des funérailles d'État[23].

### Juin
- 6 juin : Pauline Marois dépose le projet de loi d'assurance parentale qui donnerait aux bénéficiaires 70 % de leur revenu pendant 40 semaines, la somme étant financée par la récupération de 532 millions de dollars que les Québécois versent en surplus dans les caisses d'assurance emploi. Ottawa refuse cependant de négocier le retrait du Québec du programme fédéral[24].
- 14 juin : l'Assemblée nationale adopte la loi 118 abrogeant le statut confessionnel des écoles[25].
- 16 juin : fin de la session parlementaire. On y a adopté la loi interdisant le déficit dans les hôpitaux, celle créant la Commission métropolitaine de Montréal et celle permettant la fusion forcée de certaines municipalités[26].
- 20 juin : Michel Clair est nommé président d'une commission chargée d'étudier de nouvelles façons de gérer le système de santé[27].
- 28 juin : lors de son congrès, la CEQ annonce que la centrale syndicale portera désormais le nom de Centrale des syndicats du Québec (CSQ)[28].

### Juillet
- 6 juillet : Québec et Ottawa signent une entente avec certaines communautés innues, accordant l'autonomie gouvernementale autochtone ainsi que la disparition des réserves sur les territoires[29].
- 17 juillet : une bonne partie des habitants de Saint-Lazare doit être évacuée à cause des vapeurs toxiques dues à l'incendie d'un entrepôt[30].
- 28 juillet : Jean-Pierre Ferland, Michel Rivard et Daniel Bélanger inaugurent les FrancoFolies de Montréal, clin d'œil au spectacle de Félix Leclerc, Gilles Vignault et Robert Charlebois (Le loup, le renard, et le lion) de 1975[31].

### Août
- 11 août : Bombardier annonce la construction d'une usine d'assemblage à Mirabel qui créera 1700 emplois[32].
- 31 août : Québec signe une entente de principe avec les policiers de la Sûreté du Québec qui avaient engagé des moyens de pression depuis le début de l'été[33].

### Septembre
- 5 septembre : début des audiences de la commission Clair sur les problèmes dans le réseau de la santé[34].
- 13 septembre : 
  - le journaliste Michel Auger est victime d'une tentative de meurtre. On soupçonne le monde des motards[35].
  - Québecor acquiert finalement Vidéotron pour 45 $ l'action[36]. La transaction totalise 5,4 milliards $, dont 3,2 milliards $ proviennent de la Caisse de dépôt et placement[37].
- 15 septembre : Caroline Brunet est porte-drapeau du Canada lors de l'inauguration des Jeux olympiques de Sydney[38].
- 28 septembre : le ministre Robert Perreault annonce sa démission[26].

### Octobre
- 5 octobre : des attentats au cocktail Molotov ont lieu dans trois restaurants Second Cup dans le secteur Mont-Royal. Un ancien felquiste, Rhéal Mathieu, sera plus tard inculpé[39].
- 10 octobre : Maurice Boucher, chef présumé des Hells Angels du Québec, est arrêté. On l'accuse du meurtre de deux gardiens de prison[40].
- 19 octobre : inauguration du monument d'Adélard Godbout devant l'Assemblée nationale[26].
- 30 octobre : lancement d'une autobiographie de Céline Dion[41].
- 31 octobre : le CP vend le Château Frontenac à la Fiducie de Placements Legacy pour 185 millions de dollars[42].

### Novembre
- 1er novembre : début des États généraux sur la langue française[43].
- 5 novembre : Bruno Pelletier et Isabelle Boulay sont les interprètes de l'année au 22e Gala de l'ADISQ. Daniel Boucher remporte le Félix de révélation ainsi que celui de compositeur de l'année[44].
- 10 novembre : Power Corporation achète la firme Unimédia, propriétaire entre autres du Soleil de Québec et du Droit d'Ottawa.
- 18 novembre : les maires des villes de banlieue, menacées par la loi 170 les fusionnant de force avec leur ville centre, incitent la population à voter contre le Bloc québécois à la prochaine élection fédérale[18].
- 26 novembre : 4500 personnes manifestent contre les fusions forcées devant l'Assemblée nationale[45].
- 27 novembre : le PLC de Jean Chrétien remporte les élections fédérales et formera un gouvernement majoritaire. Au Québec, le résultat est de 38 bloquistes, 36 libéraux et 1 progressiste-conservateur. Le PLC y a obtenu 44 % des voix et le Bloc 40 %[46].
- 28 novembre : début des travaux de la commission parlementaire sur les fusions municipales[47].

### Décembre
- 7 décembre : la loi 99 visant à contrer la loi sur la clarté référendaire est finalement adoptée mais sans l'appui du PLQ[48].
- 8 décembre : après quelques années d'absence, Mario Lemieux annonce son retour au jeu dans la LNH[49].
- 13 décembre : un tollé éclate à la suite des propos de Yves Michaud qui a déclaré déplorer le fait que les Juifs laissent parfois entendre qu'ils sont le seul peuple dans l'histoire à avoir souffert. Le groupement juif B'nai Brith demande alors au premier ministre Lucien Bouchard de retirer sa candidature dans la circonscription de Mercier où il se présentait[50].
- 14 décembre : l'Assemblée nationale adopte unanimement une motion critiquant les propos de Yves Michaud[51].
- 19 décembre : dans un communiqué de presse, Yves Michaud énonce qu'il n'a pas voulu minimiser les souffrances des Juifs lors de l'Holocauste mais seulement indiquer que le peuple juif n'avait pas été le seul peuple à souffrir au cours de l'Histoire. Il somme Lucien Bouchard de s'excuser et demande réparation[51].
- 20 décembre : adoption de la loi 170 fusionnant les municipalités de Montréal, Québec, Longueuil, Hull et Lévis[51].

## Naissances
- Hugo St-Onge Paquin (acteur)
- 17 janvier - Daniel Clarke Bouchard (pianiste)
- 6 février -Benoit-Olivier Groulx (en) (né en France) (joueur de hockey)
- 27 mars - Sophie Nélisse (actrice)
- 8 août - Félix Auger-Aliassime (joueur de tennis)
- 22 août - Kevin Mandolese (joueur de hockey)
- 9 décembre - Samuel Bolduc (en) (joueur de hockey)

## Décès
- 2 janvier - Jean-Paul Nolet (journaliste) (º 24 août 1924)
- 9 janvier - Réal Bouvier (navigateur et journaliste) (º 6 janvier 1946)
- 15 janvier - Georges-Henri Lévesque (prêtre et fondateur de la Faculté des sciences sociales de l'université Laval) (º 16 février 1903)
- 18 janvier - Pierre Labelle (humoriste et chanteur) (º 16 février 1941)
- 22 janvier - Anne Hébert (écrivaine) (º 1er août 1916)
- 6 mars - Marcel Pepin (syndicaliste) (º 28 février 1926)
- 27 avril - André Desjardins (syndicaliste et criminel) (º 4 juillet 1930)
- 8 mai - André Fortin (chanteur) (º 17 novembre 1962)
- 10 mai - Jules Deschênes (juge) (º 7 juin 1923)
- 22 mai - Alcide Courcy (homme politique) (º 3 novembre 1914)
- 27 mai - Maurice Richard (joueur de hockey) (º 4 août 1921)
- 31 mai - Rhéaume "Rocky" Brisebois (journaliste sportif) (º 28 mars 1925)
- 11 juin - Geneviève Amyot (écrivaine) (º 10 janvier 1945)
- 3 juillet - Luc Durand (acteur) (º 14 septembre 1935)
- 10 juillet - Henri Bergeron (journaliste et animateur) (º 17 mai 1925)
- 14 juillet - Georges Maranda (joueur de baseball)  (º 15 janvier 1932)
- 21 septembre - Jacques Flynn (sénateur) (º 22 août 1915)
- 28 septembre - Pierre Elliott Trudeau (ancien premier ministre du Canada) (º 18 octobre 1919)
- 26 novembre - Jean-Guy Lavigueur (père du clan de la famille Lavigueur) (º 1935)
- 30 novembre - Lionel Villeneuve (acteur) (º 10 avril 1925)

### Articles généraux
- Chronologie de l'histoire du Québec (1982 à aujourd'hui)
- L'année 2000 dans le monde
- 2000 au Canada

### Articles sur l'année 2000 au Québec
- Élection fédérale canadienne de 2000
- Affaire Michaud
- Liste des lauréats des prix Félix en 2000